# カンベラック
カンベラック（仏: Cambayrac）は、フランス南西部のロット県に属するコミューン。

## 地理
県都のカオールから西へ12km、小郡の中心地のリュゼックから南へ5kmの県南西部に位置している。ロット川左岸の丘陵地にあり、森の合間に南北に街が広がっている。街の南側には幹線道路のD656が通っている。

## 行政
- 市長：ジャン＝ジャック・モーレ（Jean-Jacques Maurès、2008年3月から）
- 前市長：シモン・キャゼ（Simon Cazes、2001年3月から2008年）

## 人口の推移
| 1962年 | 1968年 | 1975年 | 1982年 | 1990年 | 1999年 | 2006年 |
| ------ | ------ | ------ | ------ | ------ | ------ | ------ |
| 54     | 74     | 77     | 99     | 109    | 119    | 129    |

INSEEより。